# Jonas L:son Samzelius
Jonas Axel Teodor L:son Samzelius, född 9 november 1886 i Kumla, död 4 april 1967 i Uppsala, var en svensk historiker och bibliotekarie.
Namnet L:son syftar på fadern Lars Persson, som var lantbrukare. Släktnamnet Samzelius kommer av Samsala by i Hallsbergs socken. Faderns kusin var jägaren och författaren Hugo Samzelius (1867–1918). Jonas Samzelius gifte sig 1924 med Maja Gustafsson. De fick två barn.
Jonas Samzelius tog 1906 studentexamen vid Karolinska skolan i Örebro och studerade sedan vid Uppsala universitet där han 1911 blev filosofie kandidat, 1918 filosofie licentiat och 1946 filosofie doktor. Vid universitetsbiblioteket blev han 1918 extraordinarie och 1919 ordinarie amanuens, 1925 andre bibliotekarie och var 1946–1952 förste bibliotekarie.
Han var 1921–1956 skattmästare i Södermanlands-Nerikes nation, 1925–1947 skattmästare i Uppsala studentkår, 1929–1936 ordförande i Uppsala studentkårs byggnadskommitté, 1930–1946 skattmästare i Uppsala studentkårs kreditkassa, 1934–1959 ekonomidirektör i stiftelsen Uppsala studentbostäder och 1942–1959 i stiftelsen Studentstaden i Uppsala. Han gjorde flera studieresor i Europa. Han var 1937 politiskt sakkunnig i ecklesiastikdepartementet, 1942 i finansdepartementet och 1946–1957 ledamot av garantilånenämnden. Han blev 1930 hedersledamot av Södermanlands-Neriks nation och 1949 ledamot av Kungliga Samfundet för utgivande av handskrifter rörande Skandinaviens historia. Han var riddare av Nordstjärneorden och Vasaorden.
Från 1939 var han huvudredaktör för Svensk litteraturhistorisk bibliografi 1900–1935 som utkom 1950. Jonas Samzelius är begravd på Kumla kyrkogård.